# Pearston
Pearston est une localité située dans la municipalité locale de Blue Crane Route, dans le district de Sarah Baartman, province du Cap-Oriental, en Afrique du Sud. En 2011, sa population est de 4 516 habitants.

## Source
- (en) Cet article est partiellement ou en totalité issu de l’article de Wikipédia en anglais intitulé « Pearston » (voir la liste des auteurs).